# Gold Hill, Oregon
Gold Hill är en ort i Jackson County, Oregon, USA.